# 苅部清兵衛
苅部 清兵衛（かるべ せいべえ）は、東海道五十三次の4番目の宿場・保土ヶ谷宿の本陣・名主・問屋の三役を務めた苅部家（軽部家）歴代当主が襲名した名跡である。

## 概要
1601年（慶長6年）、初代苅部清兵衛が徳川家康より、保土ヶ谷宿の本陣・名主・問屋の三役を拝命、1870年（明治3年）に本陣が廃止となるまでの約270年11代にわたり三役を務め、歴代当主が苅部清兵衛を名乗ってきた。 
保土ヶ谷本陣・苅部氏の祖先は後北条氏の家臣で、武蔵国・鉢形城の城代家老を務めていた苅部豊前守康則である。1590年（天正18年）北条家が豊臣秀吉に敗れた時に、康則の子・苅部出羽守吉里も戦死、吉里の子・吉重は先祖の菩提を弔うため信州の善光寺に留まるが、1601年（慶長6年）吉重の二男である初代苅部清兵衛が幕府の命で先祖の領地・保土ヶ谷に戻され、保土ヶ谷宿の三役を拝命される。吉重の室、妙秀尼は樹源寺を開いている。
1705年（宝永2年）には、6代清兵衛の娘に豪商・紀伊國屋文左衛門の二男を入婿に迎え（7代目清兵衛吉一）、その持参金で本陣の借財の返済に充てたと言われている。8代清兵衛悦相は若くして三役を引き継ぎ、天明8年（1788年）には幕府から60年余りの勤続を表彰され、苗字帯刀を許された。
10代当主・苅部清兵衛悦甫は初代横浜総年寄（今の中区本町、南仲通、北仲通、弁天通、海岸通）を任命され町の行政を担い、安政6年（1859年）の横浜港開港、横浜道の開発、今井川（帷子川の支流）の改修などに大きな役割を果たし、貿易歩合金制度（貿易商人から売上金の一部を徴収）を導入して横浜町の財政基盤を確立、吉田勘兵衛、高島嘉右衛門とともに横浜三名士といわれた。
明治元年（1868年）の明治天皇東幸時に姓を「苅部」から「軽部」に改称、現在も同地に居住している。11代清兵衛悦巽も、保土ヶ谷宿の三役と横浜総年寄を務めた。清兵衛の孫娘・タマは、昭和天皇の乳母をつとめている。